# Odynerus bidentiformis
Odynerus bidentiformis är en stekelart som beskrevs av Giordani Soika. Odynerus bidentiformis ingår i släktet lergetingar, och familjen Eumenidae. Inga underarter finns listade i Catalogue of Life.